# ۱۲۰ (میلادی)
۱۲۰ (میلادی) صد و بیستمین سال تقویم میلادی است.

## درگذشتگان
‎